# Fuente el Fresno
Fuente el Fresno es un municipio y localidad española de la provincia de Ciudad Real, en la comunidad autónoma de Castilla-La Mancha. El término municipal cuenta con una población de 3047 habitantes (INE 2024).

## Símbolos
El escudo de Fuente el Fresno está formado por el dibujo de un árbol que representa el fresno y por el propio escudo del Reino de Castilla. Por su parte, la bandera municipal está dividida en los colores azul y verde, en cuyo centro se dispone el escudo oficial. Fue aprobada en 2017, ya que anteriormente la bandera no estaba registrada oficialmente.

## Toponimia
El nombre podría proceder de una fuente que se ubicaba en las inmediaciones de la Cañada Real Soriana y de un fresno, posiblemente de gran tamaño, también bastante antiguo. El primer nombre del que se tiene constancia era Corral Rubio, llamado así por un cerro enclavado en el casco antiguo del pueblo. Con el tiempo, el pueblo pasaría a denominarse Casillas de la Fuente del Fresno, que llegó a ser su nombre oficial. Con el crecimiento de la urbe, se quitó el término Casillas, para dejarlo como Fuente del Fresno y posteriormente la denominación "del" sería sustituida por "el", para así evitar la confusión del nombre con otra localidad que utilizaba la misma denominación, pasando a ser ya el nombre actual Fuente el Fresno.

## Geografía
El pueblo se encuentra dentro de los antiguos Estados del Duque, que forman la comarca de Montes de la provincia de Ciudad Real. Se sitúa a escasa distancia del límite con la provincia de Toledo, a unos 34 km de la capital provincial.
Fuente el Fresno tiene la jurisdicción sobre zonas de caseríos y granjas limítrofes como La Hormiguilla y La Cruz de Piedra, esta última llamada así por la presencia de un hito de piedra que señala el límite entre Ciudad Real y Toledo. También posee tres pedanías que son Los Ballesteros, El Charco del Tamujo y La Cruz de Piedra.
| Noroeste: Los Cortijos | Norte: Los Yébenes, Urda | Noreste: Urda                 |
| Oeste: Malagón         |                          | Este: Villarrubia de los Ojos |
| Suroeste: Malagón      | Sur: Malagón             | Sureste: Daimiel              |

### Relieve
La población, situada a 692 m sobre el nivel del mar en el recorrido de la carretera N-401 y la Ruta del Quijote, se enclava en un pequeño "valle" situado entre dos montes de escasa altitud. La parte más antigua se encuentra, curiosamente, en la falda de uno de estos montes y no en el llano del valle o la cima del monte, como sería previsible. Al norte del municipio está la sierra de la Calderina, que forma parte de los montes de Toledo y hace de límite provincial.

### Hidrografía
Fuente el Fresno posee muchos pozos subterráneos para regar los campos y también las huertas, como para su abastecimiento de la población.
Cabe reseñar la existencia del cauce del arroyo Cambrón, uno de los parajes naturales de más entidad del pueblo. A su alrededor se encuentra la cañada real soriana, denominado a ambos lados de la carretera como el cordel o el cordelillo.

## Historia

### Orígenes
Esta atestiguada la presencia humana en la zona desde el Neolítico, gracias a la presencia de distintos yacimientos, entre los que destaca el del "Dolmen de la Cocinilla del cura", único dolmen encontrado en la provincia de Ciudad Real. Otros yacimientos de zonas limítrofes demuestran que hubo poblamiento humano en la zona durante la Edad del Bronce. En la época romana se construyó una calzada en sus cercanías que servía de unión entre Toledo y Córdoba, cuyo recorrido fue levemente modificado en la Edad Media para convertirse en el Camino Real que pasa por la "Cruz de Piedra". También existen restos de un acueducto.
La población se fundó en la Edad Media, después de la Reconquista cristiana de la región, aunque desconocemos la fecha exacta, configurándose como una aldea dependiente de la vecina Malagón (bajo jurisdicción, a su vez, de la Orden de Calatrava).

### Edad Moderna y Contemporánea
En el siglo XVI se incluyó formalmente en el Señorío de Malagón, aunque pronto gozó de una cierta independencia administrativa al gozar de regimiento y parroquia propios. Unas décadas después se construyó el hito de la Cruz de Piedra. Aunque profundamente erosionada en su superficie se aprecia todavía el perfil de un escudo, probablemente el del Señorío de Malagón. Por lo que la historia de este pueblo esta estrechamente vinculada a los grandes linajes de España, como la casa de Medinaceli, actuales poseedores del señorío.
Durante el reinado de Fernando III, el Santo, a Fuente el Fresno se le concedió el título de villa. En el siglo XVIII, el rey Fernando VI sancionó su independencia de Malagón. A comienzos del siglo XIX aumentó considerablemente su término municipal y en 1840 se sumó al bando tradicionalista durante la primera guerra carlista.
A mediados del siglo XIX, el lugar contaba con una población censada de 2315 habitantes. La localidad aparece descrita en el octavo volumen del Diccionario geográfico-estadístico-histórico de España y sus posesiones de Ultramar de Pascual Madoz de la siguiente manera:

FUENTE DEL FRESNO : v. con ayunt. en la prov. de Ciudad-Real (5 leg.), part. jud. de Daimiel (4), aud. terr. de Albacete (27), dióc. de Toledo (12), c. g. de Castilla la Nueva (Madrid 22): sit. á la falda y pie de una sierra que corre de SE. á N. y de NO. á S. circundada de cerros, es de clima templado; reinan los vientos OSO. y NNE., y se padecen gástricas biliosas é inflamatorias: tiene 300 casas, que forman calles empedradadas y muy trabajosas, una plaza en ladera, y á las entradas del pueblo hay calzadas para facilitar el paso de caballerías y carruages: hay casa de ayunt., cárcel, escuela de primeras letras dotada con 2200 rs. delos fondos públicos, á la que asisten 120 niños y 50 niñas; 1 igl parr. dedicada á Sta. Quiteria, curato de primer ascenso y de patronato del Sr. duque de Medinaceli, que tiene anejos varios cas. del térm. de que se hablará despues; en los afueras al S., hay un hermoso prado y en él un pozo de agua dulce del que se surte el vecindario y los transeúntes, pues se halla en el camino que dirige á Toledo y Madrid. Confina el term. N. con el de Yébenes, y su deh. de Guadalerza (Toledo); E. Villa-rubia de los Ojos y Consuegra; S. Daimiel, y O. Malagon y montes de Toledo: la dist. de estos confines es muy vária é irregular: por el N. alcanza el térm. á 3/4 leg.; igual dist. hácia el térm. de Consuegra, 1 leg. por la parte de Malagon, 1 1/2 por la de Daimiel, 5 leg. hacia los montes; pero el térm. de Villa-rubia llega basta los umbrales de las casas de Fuente del Fresno y su calle del Prado, y hasta la segunda grada del atrio ó pretil de la igl. parr.; razón porqué los vec. de esta v. han sufrido vejaciones de mucha consideracion, porque teniendo comunidad de pastos con Villa-rubia en la lista de terreno que forma el prado, los guardas de esta última v. apresaban cuanto hallaban y esto daba margen á multas y encausamientos. Sin duda esta fué la razón, de que Fuente del Fresno pidiese ampliaciones del térm. por esta parte, por los años de 1829 ó 30, y para el reconocimiento e informe comisionó el consejo de Castilla al corregidor de Ciudad-Real en aquella época, D. Francisco García y Ortiz, quien efectivamente observó, que el alcalde de Fuente del Fresno dentro de su casa estaba en su jurisd. y apenas ponia el pie en la calle, pisaba en jurisd. de Villa-rubia: por consiguiente no podia ejercer su encargo como correspondía, ni aun remediar delitos que se cometían á su vista. A 3/4 leg. al N. se encuentran varias fuentes minerales, y se distinguen entre ellas la conocida por el Regajo, de la que se hizo análisis antiguamente y resulló ser utilisima para el mal de orina, el venéreo y tercianas: en esta direccion hay mucha tierra inculta y grandes sierras hasta confinar con Guadalerza y deh. de los Hoyos: á dist. de 3 á 5 leg. al O. se hallan los cas. ó cortijos de labor en los que se cultivan muchas tierras: estos cas. son Ballesteros con 8 vec.; el Cortijo con 20; la Empedrailla con 6; Pedro Lafuente con 6; Caracuel con 5, el Pozo del Borrico con 2: el primero dista 3 leg. y el Pedro Lafuente 5, hallándose los demás en los valles intermedios enproporcionadas dist. Desde SE. frente al pueblo 1/4 leg. hasta el E.; desde este punto al N. 3/4, y del N. al O. 5 leg., se forman varias cord. de cerros peñascosos y escabrosos todos poblados de monte bajo: una de estas cord. es la sierra llamada de la Cruz de la Langosta, laboreada hasta sus grandes riscos, con olivares al N. y S. y muchas viñas al camino de Malagon. Bañan el térm. grandes arroyos de avenida que toman su origen de los cerros que le componen y desaguan en el Guadiana al SO., cuyos arroyos se llaman los Cambrones: otro arroyo que viene desde los confines del O. al E. hasta introducirse en el térm. de Malagon y toma el nombre de Bañuelo. El terreno es árido, pedregoso y de mal producir: los caminos vecinales y malos cruzando el que baja á la cap. desde Madrid y Toledo, que en el invierno es casi intransitable: el correo se recibe de caja de Villarta de San Juan por balijero dos veces á la semana. prod.: trigo, cebada, centeno, aceite, vino, legumbres y frutas; se mantiene ganado lanar, cabrio, de cerda, sobre 100 cabezas de ganado vacuno para las labores; y se cria mucha caza mayor y menor: ind. y comercio: carboneo, en el que se invierten lo menos 200 hombres, que conducen el carbon hasta Madrid y otros puntos; un molino y una prensa de aceile. pobl.: 463 vec, 2,315 alm. cap. imp.: 300,000 rs. contr.: por todos conceptos con inclusion de culto y clero 37,825 rs. 8 mrs. presupuesto mumcipal 20,000, del que se paga 2,400 al secretario por su dotacion, y se cubre con el producto de ramos arrendables y repartimiento vecinal.
Por varios documentos que obraban en los archivos de la v. de Malagon y por el instrumento de donacion que del terreno que ocupa esta v. hizo el rey D. Alonso en 1218 al gran Maestre de Calatrava, resulta que no existía; mas en los principios del siglo XV se hace ya mérito de ella, con el nombre de Casillas de Fuente del Fresno, y á mediados del mismo siglo, se le daba el nombre de calle y barrio de Malagon: El Sr. D. Fernando VI le concedió la gracia de v., y era una de las que conponían el sen. del duque de Medinaceli, con sujecion al alcalde mayor de Malagon. En la última guerra civil ha sido este pueblo el centro de todas las fuerzas carlistas de la Mancha; pues la mayor parte de los hombres se unieron á sus filas, viviendo en las sierras con sus familias algunos años. Se llama vulgarmente Fuente el Fresno.
(Madoz, 1847, pp. 213-214)

FUENTE DEL FRESNO : v. con ayunt. en la prov. de Ciudad-Real (5 leg.), part. jud. de Daimiel (4), aud. terr. de Albacete (27), dióc. de Toledo (12), c. g. de Castilla la Nueva (Madrid 22): sit. á la falda y pie de una sierra que corre de SE. á N. y de NO. á S. circundada de cerros, es de clima templado; reinan los vientos OSO. y NNE., y se padecen gástricas biliosas é inflamatorias: tiene 300 casas, que forman calles empedradadas y muy trabajosas, una plaza en ladera, y á las entradas del pueblo hay calzadas para facilitar el paso de caballerías y carruages: hay casa de ayunt., cárcel, escuela de primeras letras dotada con 2.200 rs. delos fondos públicos, á la que asisten 120 niños y 50 niñas; 1 igl parr. dedicada á Sta. Quiteria, curato de primer ascenso y de patronato del Sr. duque de Medinaceli, que tiene anejos varios cas. del térm. de que se hablará despues; en los afueras al S., hay un hermoso prado y en él un pozo de agua dulce del que se surte el vecindario y los transeúntes, pues se halla en el camino que dirige á Toledo y Madrid. Confina el term. N. con el de Yébenes, y su deh. de Guadalerza (Toledo); E. Villa-rubia de los Ojos y Consuegra; S. Daimiel, y O. Malagon y montes de Toledo: la dist. de estos confines es muy vária é irregular: por el N. alcanza el térm. á 3/4 leg.; igual dist. hácia el térm. de Consuegra, 1 leg. por la parte de Malagon, 1 1/2 por la de Daimiel, 5 leg. hacia los montes; pero el térm. de Villa-rubia llega basta los umbrales de las casas de Fuente del Fresno y su calle del Prado, y hasta la segunda grada del atrio ó pretil de la igl. parr.; razón porqué los vec. de esta v. han sufrido vejaciones de mucha consideracion, porque teniendo comunidad de pastos con Villa-rubia en la lista de terreno que forma el prado, los guardas de esta última v. apresaban cuanto hallaban y esto daba margen á multas y encausamientos. Sin duda esta fué la razón, de que Fuente del Fresno pidiese ampliaciones del térm. por esta parte, por los años de 1829 ó 30, y para el reconocimiento e informe comisionó el consejo de Castilla al corregidor de Ciudad-Real en aquella época, D. Francisco García y Ortiz, quien efectivamente observó, que el alcalde de Fuente del Fresno dentro de su casa estaba en su jurisd. y apenas ponia el pie en la calle, pisaba en jurisd. de Villa-rubia: por consiguiente no podia ejercer su encargo como correspondía, ni aun remediar delitos que se cometían á su vista. A 3/4 leg. al N. se encuentran varias fuentes minerales, y se distinguen entre ellas la conocida por el Regajo, de la que se hizo análisis antiguamente y resulló ser utilisima para el mal de orina, el venéreo y tercianas: en esta direccion hay mucha tierra inculta y grandes sierras hasta confinar con Guadalerza y deh. de los Hoyos: á dist. de 3 á 5 leg. al O. se hallan los cas. ó cortijos de labor en los que se cultivan muchas tierras: estos cas. son Ballesteros con 8 vec.; el Cortijo con 20; la Empedrailla con 6; Pedro Lafuente con 6; Caracuel con 5, el Pozo del Borrico con 2: el primero dista 3 leg. y el Pedro Lafuente 5, hallándose los demás en los valles intermedios enproporcionadas dist. Desde SE. frente al pueblo 1/4 leg. hasta el E.; desde este punto al N. 3/4, y del N. al O. 5 leg., se forman varias cord. de cerros peñascosos y escabrosos todos poblados de monte bajo: una de estas cord. es la sierra llamada de la Cruz de la Langosta, laboreada hasta sus grandes riscos, con olivares al N. y S. y muchas viñas al camino de Malagon. Bañan el térm. grandes arroyos de avenida que toman su origen de los cerros que le componen y desaguan en el Guadiana al SO., cuyos arroyos se llaman los Cambrones: otro arroyo que viene desde los confines del O. al E. hasta introducirse en el térm. de Malagon y toma el nombre de Bañuelo. El terreno es árido, pedregoso y de mal producir: los caminos vecinales y malos cruzando el que baja á la cap. desde Madrid y Toledo, que en el invierno es casi intransitable: el correo se recibe de caja de Villarta de San Juan por balijero dos veces á la semana. prod.: trigo, cebada, centeno, aceite, vino, legumbres y frutas; se mantiene ganado lanar, cabrio, de cerda, sobre 100 cabezas de ganado vacuno para las labores; y se cria mucha caza mayor y menor: ind. y comercio: carboneo, en el que se invierten lo menos 200 hombres, que conducen el carbon hasta Madrid y otros puntos; un molino y una prensa de aceile. pobl.: 463 vec, 2,315 alm. cap. imp.: 300,000 rs. contr.: por todos conceptos con inclusion de culto y clero 37,825 rs. 8 mrs. presupuesto mumcipal 20,000, del que se paga 2,400 al secretario por su dotacion, y se cubre con el producto de ramos arrendables y repartimiento vecinal.
Por varios documentos que obraban en los archivos de la v. de Malagon y por el instrumento de donacion que del terreno que ocupa esta v. hizo el rey D. Alonso en 1218 al gran Maestre de Calatrava, resulta que no existía; mas en los principios del siglo XV se hace ya mérito de ella, con el nombre de Casillas de Fuente del Fresno, y á mediados del mismo siglo, se le daba el nombre de calle y barrio de Malagon: El Sr. D. Fernando VI le concedió la gracia de v., y era una de las que conponían el sen. del duque de Medinaceli, con sujecion al alcalde mayor de Malagon. En la última guerra civil ha sido este pueblo el centro de todas las fuerzas carlistas de la Mancha; pues la mayor parte de los hombres se unieron á sus filas, viviendo en las sierras con sus familias algunos años. Se llama vulgarmente Fuente el Fresno.
(Madoz, 1847, pp. 213-214)

En 1936, el pueblo quedó en la zona republicana y muchos de sus vecinos partieron para luchar en diferentes frentes. La población, no obstante, permaneció relativamente tranquila durante la contienda, sin haber el mínimo enfrentamiento entre los vecinos o entre estos y la parroquia local; aun así, una partida llegada desde la vecina Daimiel ejecutó a cuatro personas, de las que solo una era originaria del pueblo. El día 16 de agosto de 1936, diecinueve hermanos del convento franciscano de la cercana Consuegra, con su director Víctor Chumillas a la cabeza, fueron martirizados en la zona de Valhondillo del término municipal de Fuente el Fresno.
En su historia reciente encontramos una tranquila transición hacia la democracia, sin enfrentamientos vecinales ni ningún otro acontecimiento reseñable, pues el pueblo mayoritariamente se dedica a la agricultura y ganadería.

## Demografía
Fuente el Fresno cuenta con una población de 3047 habitantes (INE 2024).
| Gráfica de evolución demográfica de Fuente el Fresno entre 1842 y 2021 |
| |
| Población de derecho según los censos de población del INE Población de hecho según los censos de población del INEEn 1940 disminuye el término del municipio porque independiza a Los Cortijos |

## Economía
Es un pueblo esencialmente agrícola y ganadero. Los principales cultivos son el olivo y, a bastante distancia, la vid. El ganado caprino y ovino es el más abundante, seguido a mucha distancia del bovino. Está prevista la construcción de un polígono industrial en las afueras para atraer empresas que permitan trabajar a los vecinos en la localidad; mientras tanto, la gran mayoría de la población trabaja en el sector servicios en Ciudad Real y, sobre todo, en la construcción en Madrid.

## Administración y política

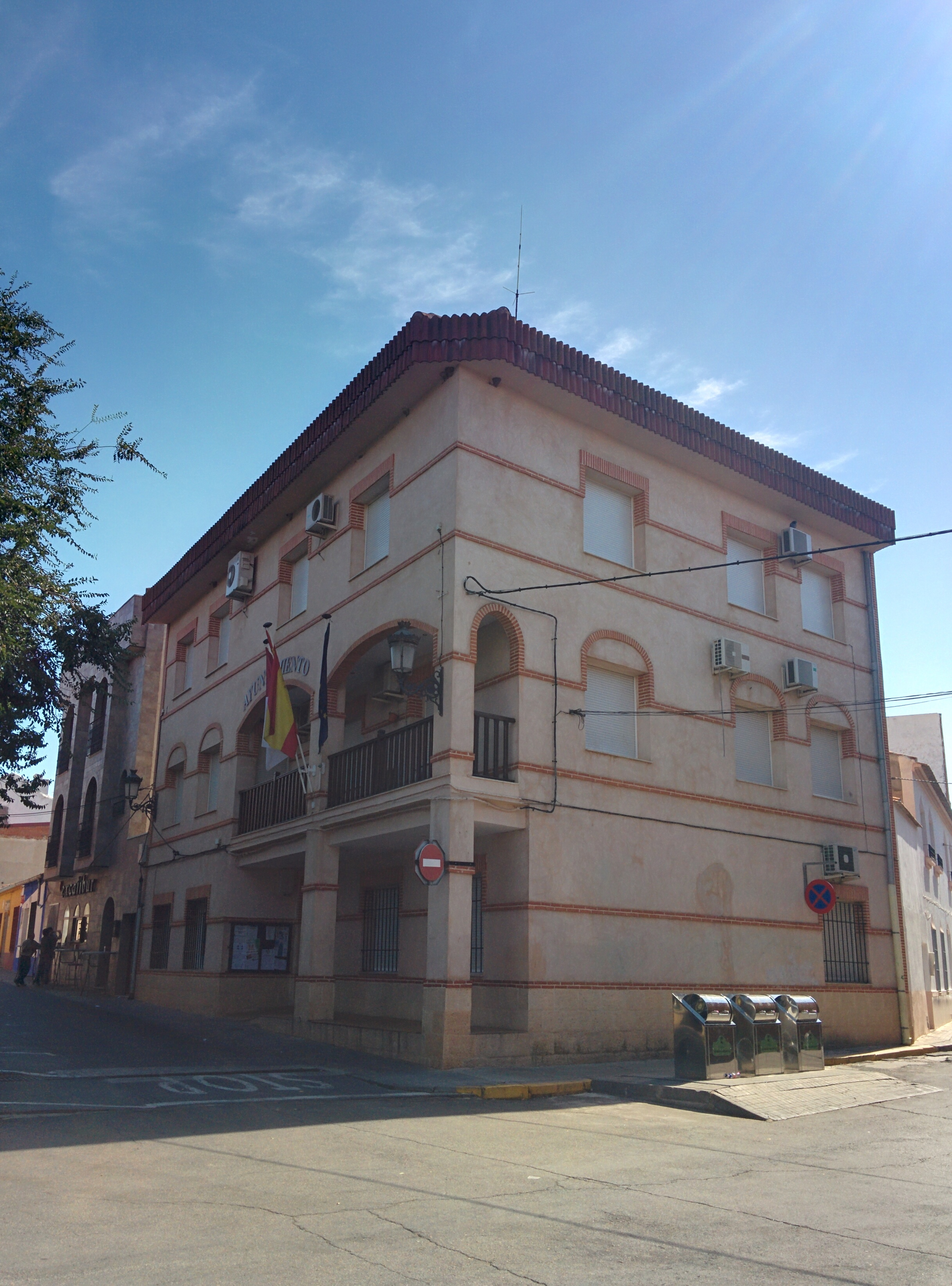
Casa consistorial

En las primeras elecciones municipales de la constitución de 1979, salió elegido como alcalde Wilfrido Ureña Tejera de UCD, repitió en la segunda legislatura en 1983, pero esta vez como independiente. En las elecciones municipales de 1987 salió elegido como alcalde Dionisio Casanova Rubio del PP. En 1991 gana las elecciones Rufino Gómez Sánchez de la Nieta (PSOE), pero debido a una moción de censura la alcaldía pasa al PP de José Luis Sánchez Cruz. En 1995, el PP mantiene la alcaldía, esta vez con Ángel Manuel Peinado Gómez. En las elecciones de 1999, 2002 y 2007 gana las elecciones el PSOE siendo los alcaldes respectivamente Jacinto José Sánchez Santos, Oscar Santos Casado y Claudia Ranz Rey.
Desde las elecciones municipales de 2011 en Fuente el Fresno, el alcalde del municipio es Teodoro Santos Escaso, del Partido Popular (PP), en esta legislatura pactaría con CCD, para poder gobernar, en 2015 volvería a repetir como alcalde conseguido 5 concejales empatando con el PSOE también con 5 concejales, mientras que Unidad Castellana entró en el ayuntamiento con 1 concejal y pacto con el PP. En las elecciones de 2019, vuelve a repetir consiguiendo ser elegido en tres legislaturas consecutivas.
En el año 2023 el PP perdió la mayoría absoluta y se vio obligado a negociar con los otros dos partidos. Finalmente se optó por un pacto entre PP y PSOE por el cual cada partido gobernaría dos años.

### Lista de alcaldes
| Periodo   | Nombre                                                           | Partido                     |
| --------- | ---------------------------------------------------------------- | --------------------------- |
| 1979-1983 | Wilfrido Ureña Tejera                                            | UCD                         |
| 1983-1987 | Wilfrido Ureña Tejera                                            | Independientes              |
| 1987-1991 | Dionisio Casanova Rubio                                          | UCD                         |
| 1991-1995 | Rufino Gómez Sánchez de la Nieta José Luis Sánchez Cruz          | PSOE PP (moción de censura) |
| 1995-1999 | Ángel Manuel Peinado Gómez                                       | PP                          |
| 1999-2003 | Jacinto José Sánchez Santos                                      | PSOE                        |
| 2003-2007 | Oscar Santos Casado                                              | PSOE                        |
| 2007-2011 | Claudia Ranz Rey                                                 | PSOE                        |
| 2011-2015 | Teodoro Santos Escaso                                            | PP y CCD                    |
| 2015-2019 | Teodoro Santos Escaso                                            | PP y Unidad Castellana      |
| 2019-2023 | Teodoro Santos Escaso                                            | PP                          |
| 2023-act. | Teresa García Ramírez (2023-2025) Abel Gonzalo Prado (2025-2027) | PP PSOE                     |

### Elecciones municipales
La siguiente tabla muestra el resultado de las elecciones municipales celebradas en el año 2023.
|                                                                |       |         |            |  |  |
| Elecciones municipales, 28 de mayo de 2023 en Fuente el Fresno |       |         |            |  |  |
| Partido                                                        | Votos | Votos   | Concejales |  |  |
| Partido Popular (PP)                                           | 789   | 42,35 % | 5          |  |  |
| Partido Socialista Obrero Español (PSOE)                       | 699   | 37,52 % | 4          |  |  |
| Unidad Castellana (UdCa)                                       | 334   | 18,41 % | 2          |  |  |

## Urbanismo

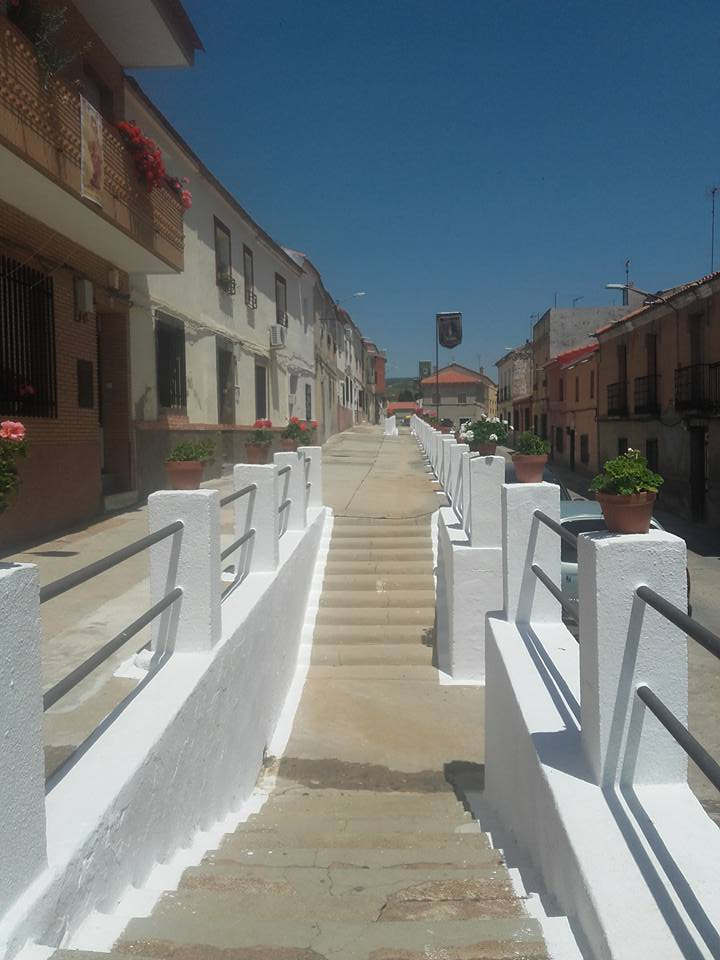
Es una calle del pueblo a dos niveles de altura distintos, separados por una balaustrada blanca y verde, que suele estar decorada con geraneos, es una de las calles más bonitas y típicas del pueblo

La distribución urbana de la localidad se centra en el núcleo del casco antiguo, siento estas calles escalonadas con pendientes que van hacia el cerro rubio, por otro lado la zona más nueva es una zona más llana. La vía principal de acceso al pueblo es la calle real, por donde pasa la carretera dirección Toledo-Ciudad Real y viceversa. Las construcciones de viviendas mayoritariamente prevalece la presencia de grandes casonas con rejas de ventanas y balcones, así como típicos patios porticados.

### Arquitectura

#### Edificio del Ayuntamiento (Casa consistorial de Fuente el Fresno)
La seda del ayuntamiento de Fuente el Fresno, destaca su reloj y está situado en la plaza principal, que es denominada como plaza del Carmen, debido a que durante la primera mitad del siglo XX, aproximadamente en 1918, la extensión actual de la plaza se encontraba ocupada casi íntegramente por la iglesia del Santísimo Cristo de la Piedad (más conocida como iglesia del Carmen) que fue abandonada por peligro de derrumbe, sirviendo de hospital de campaña durante la guerra civil española. Para después ser demolida en 1960 y reconvertida en espacio público. Ha sufrido dos actualizaciones donde en su decorado destacaba un gran arbolado, un escenario y la antigua fuente en la entrada del ayuntamiento. La plaza en su última remodelación se rehízo desde cero, con nuevo adoquinado, arbolado, mobiliario urbano y sobre todo destacan las dos nuevas fuentes, una en cada extremo, mientras que el centro aparece el escudo del pueblo.

#### Iglesia de Santa Quiteria
Fuente el Fresno se caracteriza por tener la iglesia declarada en el 1992 como Monumento Histórico Artístico a nivel nacional, consagrada a Santa Quiteria. Es posible que su construcción date de la reconquista cristiana de la región, aunque no se conoce la fecha exacta de la misma, el edificio ha sufrido numerosas restauraciones posteriores. En su interior se encuentra un retablo barroco instalado en 1737, restaurado recientemente y del que faltan piezas muy importantes, y en una de sus fachadas luce un antiguo reloj de sol. Cabe destacar el torreón de las campanas de 5,5 m de altura y con planta redonda, lo que le convierte en una torre única en una iglesia románica de ahí la importancia de esta parroquia. Alrededor de la iglesia se encuentra la plaza vieja la más antigua del pueblo.

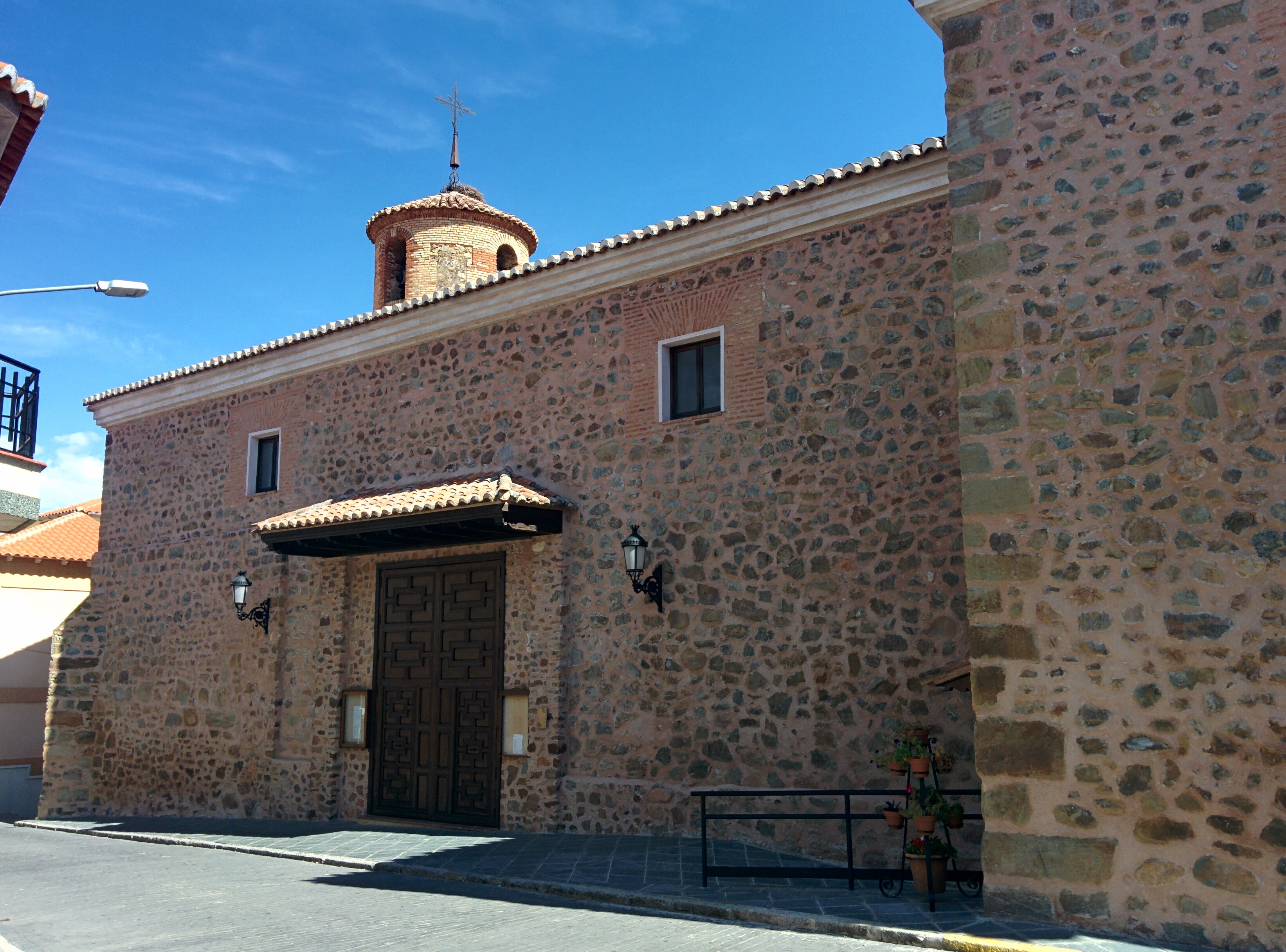
Iglesia de Fuente el Fresno

Dentro de la parroquia encontramos las imágenes de Santa Lucía "la nueva", y Nuestra Señora de la Esperanza, en el alero derecho, además de un cuadro de Nuestra Señora de la Merced sobre el cielo del pueblo salvando las ánimas del purgatorio, obra de Alejandro Fernández Barrajón, en el ala izquierda encontramos las imágenes de Nuestra Santísima Madre la Virgen de los Dolores y Nuestro Padre Jesús de Medinaceli, además de un Cuadro de la Virgen del Perpetuo Socorro obra del autor del cuadro anterior.
En la pared izquierda de la nave central encontramos, desde atrás hacia delante, las imágenes de Jesús caído bajo la Cruz, San Francisco, Virgen del Pilar, Nuestra Señora del Carmen y Santa Rita, en la pared derecha encontramos a Cristo Resucitado, San Antón y San Antonio de Padua. Al final de la nave central, bajo el coro encontramos la imagen del Cristo de la Piedad.
En el altar mayor encontramos las imágenes de Santa Ana y San José junto a Cristo crucificado en la parte superior, en la zona inferior encontramos las imágenes de Inmaculado Corazón de María y Sagrado Corazón de Jesús y la imagen de la muy querida y venerada patrona del pueblo, la gloriosa, virgen y mártir Santa Quiteria.
En el Coro encontramos la imagen de San Martín de Porres y la antigua cruz del Cristo de la Piedad. Por otro lado en la Capilla del Santísimo, inaugurada en 2010 y localizada a uno de los lados de la iglesia encontramos la imagen de la Inmaculada Concepción.
La Hermandad de Santa Quiteria se constituyó el 20 de abril de 1896, según consta en el acta levantada para tal fin. Desconociéndose quien fue el primer Hermano Mayor, sabe que durante la Guerra Civil el culto quedó suspendido y del mismo modo la actividad de la Hermandad.
Una vez finalizada la Guerra Civil, se procede a restaurar el edificio de la iglesia parroquial y preparar las fiestas de Santa Quiteria, la imagen de la Patrona se salvó de ser destruida durante la guerra. En los tiempos actuales, la Hermandad consiguió muchos progresos destacando la declaración de BIC de la iglesia de Santa Quiteria en el 1991.
En cuanto al número de Hermanos, el último dato recogido en la obra ya citada es de 1950 hermanos para 1999.
I Centenario de la Hermandad de Santa Quiteria.

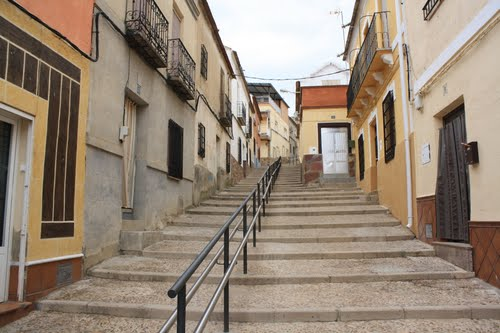
Calle Ánimas, destacan sus escaleras que llevan a la plaza de la Constitución, antiguamente la plaza principal del pueblo, la cual tenía otra denominación, contaba con fuentes de caños

En 1996 se celebra el primer centenario de su fundación, donde destaca la celebración de una procesión con la imagen de Santa Quiteria, en sus antiguas andas por gran parte de las calles del pueblo, siendo este el recorrido que realizó: calle de la iglesia, Vía crucis, avenida del parque, plaza del Carmen, Calvo Sotelo, San Cristóbal, Antonio de la Fuente, Héroes de la Independencia, Pío XII, Alcalde Wilfrido, avenida de España, plaza del Carmen, Melchor Cano y calle Real. Muchas calles fueron engalanadas por los vecinos.

#### Ermita de Nuestra Señora de la Fe
Esta ermita se encuentra en una colina situada en las inmediaciones de la población, construida en el siglo XX, es el lugar donde se celebra la romería de "Los Tomillos" en honor a Santa Lucía, los días 12 y 13 de diciembre.
En la ermita encontramos las imágenes de la Virgen de Fátima, Cristo de Medinaceli, Nuestra Señora de la Fe, San Isidro, San Antón y la imagen de Santa Lucía "la vieja", esta última solo visita el pueblo los días previos a la romería, para la celebración de las novenas, vuelve a subir el día 13 por la mañana para ser bajada esa misma tarde al pueblo, como símbolo del cariño que le tiene el pueblo y de no querer dejarla marchar del pueblo, aunque días después es trasladada a la ermita donde permanece hasta el año siguiente.

#### Capilla de San Cristóbal
Situada a unos 3 km del pueblo se encuentra una pequeña capilla, donde se encuentra la imagen del patrón de los conductores, San Cristóbal. Su construcción es reciente.

#### Vivienda en el cruce de las Cuatro Carreteras
Es una casona de principios del siglo XX, que presenta unas llamativas rejas de forja en las ventanas, balcones y el mirador, además de una decoración muy bella y peculiar en la fachada, con diferentes elementos. En 1992 la fachada de la vivienda fue declarada como Monumento.

#### Molino del cerro rubio
Molino reconstruido sobre las antiguas ruinas, se accede al mismo por un camino junto al cementerio municipal. Desde él se puede ver la llanura manchega y los montes de Toledo.

## Servicios públicos

### Educación
- Centro de Enseñanza Infantil y Primaria "Miguel Delibes", situado en la calle Pío XII. Desde el año 2011 se ha visto afectado por una serie de recortes en educación que han hecho mermar el número de maestros y maestras, así como aumentar en número de alumnos por aula.
- Escuela infantil, de carácter privado, "Mundo infantil", situada en la calle del Río.
- Inglés para Todos, centro de enseñanza de inglés de carácter privado.

No existe centro de enseñanza secundaria en el pueblo, por lo que los alumnos se desplazan hasta las localidades próximas. El campus universitario de la UCLM se encuentra en Ciudad Real.

### Sanidad
- Centro de salud. Con los servicios de Enfermería, Médico de Atención Primaria y Pediatra.
- Servicio de Urgencias. En Malagón, a 9 km.
- Hospital General de Ciudad Real. Como centro de referencia a 33 km.

### Seguridad ciudadana
- Policía Municipal. La oficina se encuentra en la planta baja del ayuntamiento.
- Guardia Civil. El cuartel de la Guardia Civil se encuentra en la calle Antonio de la Fuente.
- Protección Civil.

### Comunicaciones

#### Carreteras
Por Fuente el Fresno pasan o se inician las siguientes carreteras:
- N-401. Dirección norte a Toledo y Madrid y dirección sur a Ciudad Real
- CM-4120. Dirección Villarrubia de los Ojos
- CR-713. Dirección Los Cortijos
- CR-P-2124. Dirección Daimiel

#### Autobuses
Las líneas de autobús son la principal conexión de Fuente el Fresno con la capital de provincia, Ciudad Real, la capital estatal Madrid y otras localidades. Desde 2016, corresponde el servicio a la empresa INTERBUS.
La parada de autobuses se localiza junto al Centro Médico de Fuente el Fresno, en la Travesía de Calatrava.

#### Otros tipos
Fuente el Fresno contó con una estación de ferrocarril que comunicaba Ciudad Real con Toledo y Madrid. Se inauguró el 15 de diciembre de 1911. Actualmente desaparecida, ya que se suprimió para construir en parte la nueva línea del Ave a Sevilla.
En Fuente el Fresno existen varias licencias de taxis.
La estación de tren de Ciudad Real, con servicios de alta velocidad, se encuentra a 33 km de Fuente el Fresno.

## Cultura

### Centros culturales
En el Centro de Promoción Empresarial se encuentran el Centro Joven, la Biblioteca Municipal o el Centro de Internet, además de un aula donde se imparten distintos cursos a lo largo del año.

### Deporte
Fuente el Fresno cuenta con las siguientes instalaciones deportivas:
- Polideportivo municipal que incluye un pabellón polideportivo (construido en 1993-94 e inaugurado en 1995), campo de fútbol, pista de tenis y pista de pádel.
- Piscina municipal (al aire libre). Construida e Inaugurada en 1992.

También existen varios clubes federados de distintas modalidades deportivas:
- U. D. La Fuente Equipo de Fútbol local, durante la temporada 2016/2017 milita en Primera Preferente de Castilla - La Mancha.
- Club Ciclista El Fresno. Club ciclista local, con numerosos integrantes y partícipe en pruebas a nivel provincial, regional y nacional.
- Club de Atletismo "Estados del Duque".
- Club de Atletismo "Fuente el Fresno".

También cabe mencionar las escuelas deportivas, donde los más pequeños del pueblo pueden practicar distintos deportes.

### Ocio
Fuente el Fresno cuenta con distintos espacios destinados al ocio, son numerosos los locales de copas que hay en el pueblo, así como asociaciones que realizan otro tipo de actividades.

### Fiestas
Las dos fiestas locales anuales son el 22 de mayo, en honor a Santa Quiteria, y el 13 de diciembre en honor a Santa Lucía.
Del 20 al 24 de mayo se celebra la feria y fiestas patronales en honor a Santa Quiteria, comenzando el 19 de mayo por la noche con la fiesta de la Harina (la Pinta de la Caridad). La fiesta consiste en la elaboración de las Caridades de la Santa en la madrugada del día 20, acompañado de batallas de harina.
La fiesta prosigue el día 20 con el pregón de fiestas, siempre dado por algún fuentero ilustre, y se le impone la banda a las Mayordomas y se les entrega una placa a los Mayordomos.
Los días más importantes son el 21 víspera de la fiesta grande, se viste a la Santa, se colocan los cintillos y se inaugura la feria, por la noche tanto el 21 como el 22, Santa Quiteria recorre las calles de su pueblo, acompañada por miles de fuenteros y visitantes, siendo el momento de mayor emoción la entrada a la Parroquia.
El 12 y 13 de diciembre se celebra la fiesta de los Tomillos, con hogueras de tomillo donde la gente se ahúma los ojos para conservar la vista. El día 13 es la romería de Santa Lucía, que se celebra en la ermita de Nuestra Señora de la Fe. Los dos tomilleros elegidos para cada año recogen tomillo, hacen las grandes hogueras, donde invitan a todos a limonada y pastas.

### Gastronomía
Entre los platos típicos de la zona se encontrarían el gazpacho manchego, las gachas de pito, el pisto manchego, el caldillo de patatas, el tiznao manchego, las migas manchegas, el asadillo manchego, el mojete, los cardillos y el pote de bacalao.
Entre los dulces típicos de la feria pueden encontrarse caridades (tortas de anís duras, decoradas con unos característicos picos), barquillos, flores, bizcochos y rosquillas.